# فایلامنت
فایلامنت (به انگلیسی: Filament) بسیار شبیه به افزونه‌ها کار می‌کند، و یک کد کاربردی در اختیار کاربر قرار می‌دهد تا به وب سایت خود امکاناتی را اضافه کند. که اضافه کردن آنها برای افرادی که دانش تخصصی در زمینه کامپیوتر ندارند دشوار است این امکانات به اختصار می‌تواند اشتراک گذاری، ابزار گوگل آنالیز و موارد خیلی متنوعی شبیه این‌ها باشد.یک تفاوت بزرگ افزونه و افزونه فایلامنت قابلیت استفاده آن‌ها در صفحات استاتیک می‌باشند. اهمیت این نوع افزونه‌ها در انعطاف پذیری و فراهم نمودن امکان دسترسی به امکانات سطح بالا در فناوری اطلاعات به افراد عادی می‌باشد.